# Janice Soprano
Janice Soprano Baccalieri fiktivni je lik iz HBO-ove televizijske serije Obitelj Soprano koju je glumila Aida Turturro. Ona je starija sestra Tonyja Soprana. Mlada se Janice pojavljivala u prisjećanjima, a igrale su je Madeline Blue i Juliet Fox.

## Životopis
Nakon završetka srednje škole, Janice se u Los Angelesu pridružila religijskoj sekti, promijenivši 1978. svoje ime u "Parvati Wasatch". "Parvati" je putovala i po Europi, udala se za Kvebečanina koji je govorio francuskim, rodila mu sina (Harpa/"Hala", za kojeg se kasnije otkriva kako živi na ulici), radeći u kafiću u Seattleu (gdje je dobila odštetu zbog parnih opeklina iz aparata za kavu) nakon čega se konačno vratila u New Jersey. Njezin odnos s Tonyjem često je zategnut, jer je on i dalje drži odgovornom za napuštanje obitelji i prepuštanje brige o njihovoj majci, Liviji, na njegova leđa.
U New Jerseyju ona se ponovno spetlja sa svojim starim dečkom, Richiejem Aprileom, tada uvjetno puštenim iz zatvora. Iako su se Richiejeve razmirice s Tonyjem mogle riješiti u prijateljskim odnosima, Janice pogoršava situaciju rekavši Richieju kako ga se nepravedno tretira. Iako njezina svjesna namjera da dadne ubiti brata ostaje upitna, Richiejev i Tonyjev odnos nepovratno se pogoršava. Međutim, nakon slučaja obiteljskog nasilja tijekom kojeg ju je Richie udario u lice jer je branila moguću homoseksualnu orijentaciju njegova sina, Janice upuca i ubije Richieja te naziva brata kako bi se riješila tijela. Tony daje Christopheru i Furiu da se riješe Richiejeva tijela u mesnici Satriale's Pork Store. I da se svađa između Richieja i Janice uopće nije dogodila, Richie bi opet završio mrtav jer je Tony naredio Silviu da ubije Richieja nakon što mu je Stric Junior rekao kako se Richie sprema "okrenuti protiv njega". Janice je zapravo i nesvjesno učinila ono što je bilo neizbježno. Nakon kraćeg boravka u Seattleu, Janice se nakon smrti svoje majke vraća u New Jersey. 
Nakon Livijine smrti, ona postaje opsjednuta dobivanjem majčine vrijedne glazbene kolekcije, koju je Livia malo prije svoje smrti ostavila svojoj kućnoj pomoćnici. Janice, osjećajući kako ima pravo na kolekciju, oduzima Svetlani nožnu protezu. Kaže Svetlani kako joj neće vratiti nogu sve dok ne dobije kolekciju. Međutim, Svetlana ima veze u ruskoj mafiji, a njezini prijatelji fizički napadaju Janice koja im otkriva gdje se nalazi noga. Nakon što je Tony stigao u bolnicu, vidno je uzrujan ali ne kao Svetlana. Bijesno objasni Janice kako je sad, kad mu je napadnuta sestra, suočen s potencijalnom osvetom i riskiranjem rata s Rusima, ili neuzvraćanja i gubljenja poštovanja. Zbunjena iznenadnim preokretom svoje sreće, postaje (na kratko) ponovno rođena kršćanka. Janiceina sljedeća faza označena je kratkotrajnim zanimanjem za karijeru kršćanske glazbenice, kao i isto tako kratkom vezom s narkoleptičarom Aaronom Arkawayom.
Nakon smrti Jackieja Aprilea, Jr., Janice se upušta u tajnu vezu s Ralphom Cifarettom, koji je istovremeno zaručen s majkom Jackieja Jr.-a, Rosalie Aprile. Ona ubrzo zaključuje kako je afera s Ralphom bila pogreška, a nakon što joj je Ralph presretan rekao kako više ne viđa Rosalie, Janice odgovara razbjesnivši se te ga gurnuvši niz stube i vičući da ga ostavlja.
Nakon nekog vremena Tony je upita za Ralphove bizarne seksualne fetiše kojih je malo prije toga postao svjestan. Ona mu isprva odbija išta reći, vjerojatno štiteći Ralphovu privatnost. Nakon što joj Tony ponudi novac, ona mu odmah kaže sve što je htio znati.
Nakon Ralphova nestanka, ona se zainteresira za novopečenog udovca Bobbyja Baccalierija, jednog od Tonyjevih kapetana. Isprva kuha Bobbyjeve večere i neformalno hoda s njim. Međutim, frustrirana Bobbyjevim odbijanjem upuštanja u ozbiljniju vezu, ona Bobbyjevoj djeci počne slati instantne poruke, izabravši korisničko ime koje se čini sotonističkim i kaže im kako ih gleda kroz prozor, što iznimno uplaši djecu. Nakon toga ih požuruje smiriti i tako emocionalno ucijeniti njihova oca. Ona i Bobby kasnije sklapaju brak i dobivaju djevojčicu, Domenicu. 
Janice i sama ostaje udovica nakon što Bobbyja ubijaju dvojica plaćenika Phila Leotarda dok je kupovao mini model vlaka. Iako tvrdi kako su se njezini pastorci zbližili s njom te da ih želi i dalje odgajati (što je upitno zbog otvorenog prezira koji oni prema njoj pokazuju), njezin primarni interes je dobivanje što je moguće više imovine, što Tonyja nagna da osigura kako će Bobbyjevo imanje otići njegovoj djeci, a ne Janice.

## Osobnost
Iako ona to ne priznaje, Janiceina osobnost vrlo je slična onoj njezine majke: i ona je sklona manipuliranju i pati od poremećaja narcisoidne osobnosti. Manipulira Richiejem Aprileom, rekavši mu da zaslužuje više nego što dobiva. Tijekom seksa, sugerira mu da bi on trebao biti šef i sukobiti se s Tonyjem. Manipulira i Bobbyjem Baccalierijem uplašivši njegovu djecu nakon smrti njihove majke. Svjesna je da će je Bacala zvati kad se ne bude mogao suočiti s njihovim strahom i zbunjenošću.
Osim toga, teži imati nešto što ne može. Htjela je veću kuću od Tonyja, s bazenom, skupo vjenčanje i raskošni životni stil, iako se Richie u isto vrijeme mučio kako bi joj sve to omogućio. Izgubila je zanimanje za Ralpha Ciferetta nakon što je zbog nje ostavio Rosalie Aprile, iako je on imao neke bizarne seksualne fetiše kojima je ona udovoljavala. Iako je poduzela opsežne radnje kako bi pridobila Bobbyja Bacalu, izgubila je zanimanje za njega kad se konačno udala za njega.

## Tragedije muškaraca iz njezina života
Svi muškarci koji su tijekom serije bili u vezi s Janice skončali su užasnim smrtima, a za jednu od njih je odgovorna i ona sama. Richie je kobno ranjen od strane Janice nakon što ju je udario. Ralphieja je nasmrt pretukao njezin brat Tony. Bobby je ustrijeljen od strane ubojica Phila Leotarda tijekom njegove "dekapitacije" New Jerseyja.

## Ubojstva koja je počinila Janice Soprano
Richie Aprile: ustrijeljen u prsa, a zatim u glavu nakon što je udario Janice usred svađe u kojoj je Janice branila homoseksualnost Richiejeva sina.

## Vanjske poveznice
- Profil Janice Soprano na hbo.com
- Janice Soprano u internetskoj bazi filmova IMDb-u